# Мементо мори (фильм)
«Мементо Мори» — советский художественный фильм 1991 года режиссёра Николая Гейко. Картина снималась на Украине, в городе Помошная, Кировоградская область . Изначально роль Димы исполнял Владимир Думчев, но он умер через несколько месяцев после начала съёмок, и актёра поменяли.

## Сюжет
Действие фильма происходит в небольшом провинциальном городке на юге Украины. Дружная компания мальчишек весело проводит время, участвуя в драках с соседними подростками, лихо катаясь на крышах поездов и занимаясь ловлей птиц.
Однако после нелепой гибели одного из мальчиков в их отношениях наступает раскол. 

## В ролях
| Актёр                | Роль                        |
| -------------------- | --------------------------- |
| Александр Киричуков  | Витька Дикий                |
| Саша Пономарёв       | Сенька                      |
| Саша Лепёхин         | Миша                        |
| Максим Кузьменко     | Дима                        |
| Михаил Кононов       | железнодорожник «Дермантин» |
| Наталья Хорохорина   | Вера мать Димы              |
| Наталья Кудрявцева   | мать Витьки                 |
| Лидия Хуторян        | мать Сеньки                 |
| Ольга Новокрещенова  | мать Миши                   |
| Антон Андросов       | пионервожатый               |
| Сергей Барабанщиков  | Немой                       |
| Николай Гейко        | Степан отец Сеньки          |
| Валерий Гончар       | Толя                        |
| Ирина Лосева         | Галя                        |
| Виталий Царегородцев | эпизод                      |
| Георгий Клюев        | эпизод                      |
| Елена Гейко          | эпизод                      |

## Награды, номинации и фестивали
- Приз за лучшую режиссуру (Николай Гейко) на кинофестивале «Дебют» (1992)
- Спецприз жюри за лучший актёрский ансамбль «Созвездие-93» (1993)
- Приз президента центра детского и юношеского кино имени Ролана Быкова (1993)